# Пінчук Микола Іванович
Микола Іванович Пінчук (нар. 25 липня 1946, Тихорєцьк) — радянський футболіст, захисник.

## Клубна кар'єра
Вихованець нижчолігових футбольних команд «Торпедо» (Армавір) та «Кузбас» (Кемерово).
На рівні «команд майстрів» дебютував 1968 року виступами за луганську «Зорю», кольори якої і захищав протягом усієї своєї кар'єри гравця, що тривала одинадцять років. Більшість часу, проведеного у складі «Зорі», був основним гравцем захисту команди.

## Виступи за збірну
У 1972 року дебютував в офіційних матчах у складі національної збірної СРСР. Провів у формі головної команди країни один матч проти Уругваю.

## Титули і досягнення
- Чемпіон СРСР (1):

«Зоря» (Ворошиловград): 1972